# Chuck Comeau
Chuck Comeau (ur. 17 września 1979 w Montrealu) – członek poppunkowego zespołu Simple Plan.
W zespole gra na perkusji, oraz tworzy teksty piosenek. Wraz z Pierre'em Bouvierem i David Desrosiersem był w zespole Reset. Później odszedł z Pierre'em i założyli razem zespół Simple Plan. Kiedy Reset się rozpadł zaproponowali Davidowi przyłączenie się do zespołu Simple Plan.

## Instrumentarium
- Drum Workshop
- Zildjian cymbals
  - 19" Z Custom Medium Crash
  - 14" A New Beats Hi-Hats
  - 19" Z Custom Medium Crash
  - 19" Z Custom Medium Crash
  - 21" A Sweet Ride